# Rhytidoponera
Rhytidoponera is een geslacht van vliesvleugelige insecten van de familie Mieren (Formicidae).

## Soorten
- R. abdominalis Viehmeyer, 1912
- R. acanthoponeroides Viehmeyer, 1924
- R. aciculata (Smith, F., 1858)
- R. aenescens Emery, 1900
- R. anceps Emery, 1898
- R. aquila Ward, 1984
- R. araneoides (Le Guillou, 1842)
- R. arborea Ward, 1984
- R. aspera (Roger, 1860)
- R. atropurpurea Emery, 1914
- R. aurata (Roger, 1861)
- R. barnardi Clark, 1936
- R. barretti Clark, 1941
- R. borealis Crawley, 1918
- R. carinata Clark, 1936
- R. celtinodis Wilson, 1958
- R. cerastes Crawley, 1925
- R. clarki Donisthorpe, 1943
- R. confusa Ward, 1980
- R. convexa (Mayr, 1876)
- R. cornuta (Emery, 1895)
- R. crassinoda (Forel, 1907)
- R. cristata (Mayr, 1876)
- R. croesus Emery, 1901
- R. chalybaea Emery, 1901
- R. chnoopyx Brown, 1958
- R. depilis Ward, 1984
- R. dubia Crawley, 1915
- R. enigmatica Ward, 1980
- R. eremita Clark, 1936
- R. ferruginea Clark, 1936
- R. flavicornis Clark, 1936
- R. flavipes (Clark, 1941)
- R. flindersi Clark, 1936
- R. foreli Crawley, 1918
- R. foveolata Crawley, 1925
- R. fulgens (Emery, 1883)
- R. fuliginosa Clark, 1936
- R. greavesi Clark, 1941
- R. gregoryi Clark, 1936
- R. haeckeli (Forel, 1910)
- R. hanieli Forel, 1913
- R. hilli Crawley, 1915
- R. impressa (Mayr, 1876)
- R. incisa Crawley, 1915
- R. inops Emery, 1900
- R. inornata Crawley, 1922
- R. insularis Ward, 1984
- R. koumensis Ward, 1984
- R. kurandensis Brown, 1958
- R. laciniosa Viehmeyer, 1912
- R. lamellinodis Santschi, 1919
- R. laticeps Forel, 1915
- R. levior Crawley, 1925
- R. litoralis Ward, 1984
- R. luteipes Ward, 1984
- R. maledicta Forel, 1915
- R. maniae (Forel, 1900)
- R. mayri (Emery, 1883)

- R. metallica (Smith, F., 1858)
- R. micans Clark, 1936
- R. mimica Ward, 1984
- R. mirabilis Clark, 1936
- R. nexa Stitz, 1912
- R. nitida Clark, 1936
- R. nitidiventris Ward, 1984
- R. nodifera (Emery, 1895)
- R. nudata (Mayr, 1876)
- R. numeensis (André, 1889)
- R. opaciventris Ward, 1984
- R. peninsularis Brown, 1958
- R. pilosula Clark, 1936
- R. pulchella (Emery, 1883)
- R. punctata (Smith, F., 1858)
- R. punctigera Crawley, 1925
- R. punctiventris (Forel, 1900)
- R. purpurea (Emery, 1887)
- R. reflexa Clark, 1936
- R. reticulata (Forel, 1893)
- R. rotundiceps Viehmeyer, 1914
- R. rufescens (Forel, 1900)
- R. rufithorax Clark, 1941
- R. rufiventris Forel, 1915
- R. rufonigra Clark, 1936
- R. scaberrima (Emery, 1895)
- R. scabra (Mayr, 1876)
- R. scabrior Crawley, 1925
- R. socra (Forel, 1894)
- R. spoliata (Emery, 1895)
- R. strigosa (Emery, 1887)
- R. subcyanea Emery, 1897
- R. tasmaniensis Emery, 1898
- R. taurus (Forel, 1910)
- R. tenuis (Forel, 1900)
- R. terrestris Ward, 1984
- R. trachypyx Brown, 1958
- R. turneri (Forel, 1910)
- R. tyloxys Brown & Douglas, 1958
- R. versicolor Brown, 1958
- R. victoriae (André, 1896)
- R. violacea (Forel, 1907)
- R. viridis (Clark, 1941)
- R. wilsoni Brown, 1958
- R. yorkensis Forel, 1915